# Luciano De Paolis
Luciano De Paolis (n. 14 iunie 1941, Roma, Regatul Italiei) este un bober ce a reprezentat Italia, medaliat olimpic. A participat la 2 ediții ale Jocurilor Olimpice (1968, 1972) în care a câștigat două medalii de aur.